# Pittosporum hawaiiense
Pittosporum hawaiiense är en tvåhjärtbladig växtart som beskrevs av Wilhelm B. Hillebrand. Pittosporum hawaiiense ingår i släktet Pittosporum och familjen Pittosporaceae. Inga underarter finns listade.